# Götzis
Götzis est une ville autrichienne, située dans le Vorarlberg, dans le district de Feldkirch.

## Sport
- Athlétisme : la ville de Götzis est très connue dans le monde de l'athlétisme pour son meeting Mösle-Mehrkampf de décathlon et heptathlon, se déroulant fin mai, début juin, et consacré aux épreuves combinées que sont l'heptathlon et le décathlon. Ce meeting, avec le Décastar de Talence en France, constitue les événements annuels majeurs, hors grand championnat, des épreuves combinées. Le Tchèque Roman Šebrle y a établi le record du monde du décathlon avec 9 026 points lors de l'édition 2001.